# Nederlands Instituut voor Marketing
NIMA (Nederlands Instituut voor Marketing) is een Nederlandse vereniging van  marketeers. NIMA heeft als doelstelling het stimuleren, ontwikkelen en professionaliseren van personen werkzaam in het marketingvakgebied. NIMA is de grondlegger van marketing in Nederland sinds 1966 door bedrijven, organisaties en het onderwijs op het marketinggebied te verenigen.
De twee belangrijkste taken zijn de organisatie van activiteiten en het afnemen van marketing-examens. Voor de activiteiten is de vereniging opgesplitst in Regio's en Groeperingen.
De examinering van marketeers is verdeeld in vakgebieden. Het NIMA Diploma is in Nederland een standaarddiploma dat vaak gevraagd wordt voor bepaalde marketingfuncties.
In tegenstelling tot wat weleens gedacht wordt is NIMA geen opleider. NIMA "stimuleert, ontwikkelt en professionaliseert marketeers werkzaam in het marketingvakgebied". Enerzijds doet de vereniging dit in haar rol als marketingplatform, anderzijds doet zij dit door het afnemen van examens op het gebied van marketing, sales, communicatie en marktonderzoek.
NIMA is lid van de European Marketing Confederation (EMC) in Brussel.  